# Moncofa
Moncofa là một đô thị trong tỉnh Castellón, Cộng đồng Valencia, Tây Ban Nha. Đô thị Moncofa có diện tích 14,53 km², dân số theo điều tra năm 2010 của Viện thống kê quốc gia Tây Ban Nha là 6107 người. Đô thị Moncofa nằm ở khu vực có độ cao 6 mét trên mực nước biển.